# Танн, Людвиг фон дер
Лю́двиг фон дер Танн (нем. Ludwig Samson Arthur Freiherr von und zu der Tann-Rathsamhausen; 18 июня 1815, Дармштадт — 26 апреля 1881, Мерано) — баварский генерал, барон.
Происходил из дворянского рода фон дер Танн. В 1848 году участвовал в датско-немецкой войне, 21 июля одержал победу при Альтенгофе и руководил блестящей операцией при Гоптруппе.
В 1866 году был начальником штаба баварской армии.
В 1870—1871 годах во время Франко-прусской войны командовал 1-м баварским корпусом. 9 октября при Артене разбил авангард Луарской армии, одержал над ней победу при Орме 11 октября и занял Орлеан. Уступая превосходящим силам Орелля де Паладина, покинул Орлеан 9 ноября и отступил после горячего боя при Кульмье, искусно восстановив сообщение с армией великого герцога Мекленбургского Фридриха Франца II.

## Награды
- Военный орден Максимилиана Иосифа, большой крест (Бавария, 22 декабря 1870)
- Военный орден Максимилиана Иосифа, командор (Бавария, 9 октября 1870)
- Военный орден Максимилиана Иосифа, рыцарь (Бавария, 8 мая 1854)
- Орден Гражданских заслуг Баварской короны, командор (Бавария, 1 января 1862)
- Орден Гражданских заслуг Баварской короны, рыцарь (Бавария, 17 апреля 1853)
- Орден Святого Михаила, командор (Бавария, 25 августа 1858)
- Орден Людвига, почётный крест (Бавария, 28 июля 1878)
- Орден Красного орла, большой крест с мечами на кольце (Пруссия)
- Орден Красного орла 3-й степени с мечами (Пруссия, 19 сентября 1848)
- Орден «Pour le Mérite» (Пруссия, 22 декабря 1870)
- Железный крест 1-го класса (Пруссия, октябрь 1870)
- Железный крест 2-го класса (Пруссия, 30 августа 1870)
- Крест за штурм Дюппельских укреплений[нем.] (Пруссия, 18 апреля 1864)
- Орден Короны 1-го класса (Пруссия, 16 июня 1871)
- Орден Святого Иоанна Иерусалимского (Пруссия)
- Военный Крест «За заслуги»[нем.] (Вальдек)
- Орден Вюртембергской короны, большой крест (Вюртемберг)
- Королевский Гвельфский орден, большой крест (Ганновер)
- Орден Людвига, большой крест (Гессен)
- Орден Филиппа Великодушного, командор 1-го класса (Гессен)
- Орден Вильгельма, командор 2-го класса (Гессен-Кассель)
- Династический орден Липпе 1-го класса (Липпе-Детмольд)
- Медаль «За военные заслуги» (Липпе-Детмольд, ок. 1870—1871)
- Орден Вендской короны, большой крест (Мекленбург-Шверин)
- Крест «За военные заслуги» 1-го класса (Мекленбург-Шверин, ок. 1870—1871)
- Крест «За военные заслуги» 2-го класса (Мекленбург-Шверин, ок. 1870—1871)
- Орден Альбрехта, большой крест (Саксония, ок. 1870—1871)
- Орден Железной короны 1-го класса (Австро-Венгрия)
- Орден Леопольда I, большой крест (Бельгия)
- Орден Спасителя, великий командор (Греция)
- Орден Дубовой короны, большой крест (Люксембург)
- Орден орла Эсте[итал.], командор (Модена)
- Орден Белого орла (Россия)
- Орден Святой Анны 1-й степени (Россия)
- Орден Святого Станислава 1-й степени (Россия)
- Орден Меджидие 2-й степени (Турция)
- Орден Меча, командор (Швеция)
- Орден Святого Олафа, большой крест (Норвегия)

## Память
В честь Танна в императорском флоте был назван линейный крейсер Von der Tann.